# 南亚区域合作联盟
南亚区域合作联盟（英語：South Asian Association for Regional Cooperation），简称南盟，是1985年12月8日成立的旨在推动南亚人民间友谊、信任与理解的平台，由孟加拉国、不丹、印度、马尔代夫、尼泊尔、巴基斯坦和斯里兰卡七国政府发起成立。2005年11月13日，接受阿富汗为成员。緬甸、模里西斯、澳大利亞、中華人民共和國、日本、大韩民国、歐盟、美國和伊朗成为观察员。

## 成員國

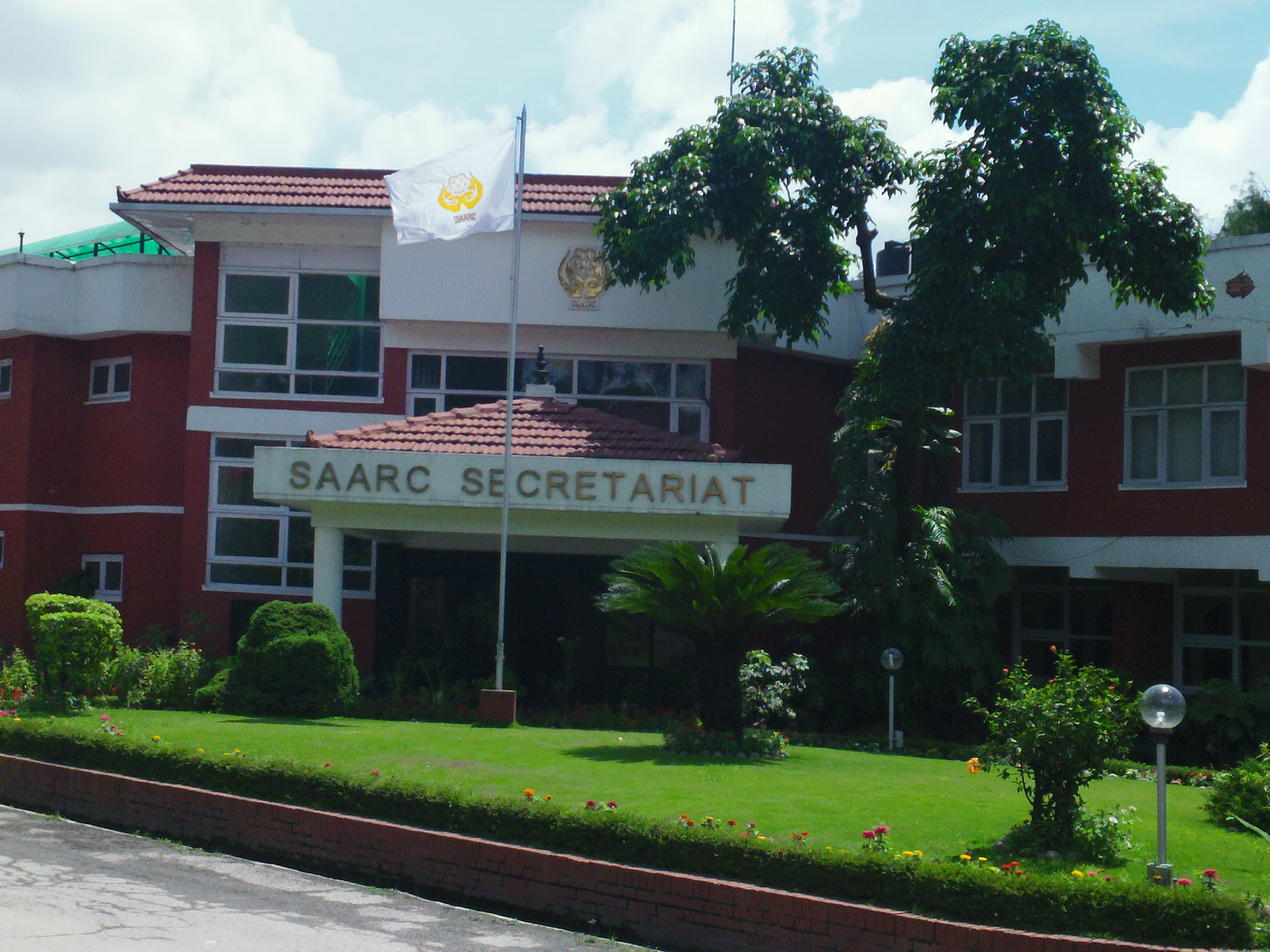
南亞區域合作聯盟位於尼泊爾加德滿都的秘書處。

### 正式成員
依英文字母排行
- 阿富汗
- 不丹
- 印度
- 馬爾地夫
- 尼泊尔
- 巴基斯坦
- 斯里蘭卡

### 觀察員國
- [1]
- 中华人民共和国
- 欧洲联盟[2]
- 伊朗[3]
- 日本[2]
- 模里西斯 [4]
- 緬甸 [1]
- 美国

### 未來成員
- 中华人民共和国對加入南亞區域合作聯盟顯示出濃厚興趣。[5]巴基斯坦和孟加拉支持候選國中华人民共和国加入，印度則反對中华人民共和国加入，認為中华人民共和国的加入是刻意使印度壓倒性的席次權力被平衡。[6]然而，2005年達卡峰會，印度同意中华人民共和国以觀察國身分加入，條件是日本也要一併加入，在第十四屆峰會，尼泊爾、巴基斯坦和孟加拉表達對中华人民共和国加入南亞峰會的支持。[7][8][9]中华人民共和国尋求跟南亞區域合作聯盟有更大的相連合作。[10]
- 印度尼西亞渴望想成為觀察員國，斯里蘭卡支持印尼。[11]
- 伊朗的國界接壤了兩個南亞區域合作聯盟的會員國，傳統上跟巴基斯坦和阿富汗有相當接近的文化，經濟及政治關連，使得伊朗也非常渴望成為南亞合作組織的一員， 在2005年2月22日，伊朗外長卡梅爾表示伊朗非常有意願想加入南亞組織而得以加強東西方的連結，[12]2007年三月三日新德里的峰會伊朗提交觀察員國的申請，會議後決定接納伊朗成為其中一員。[9][13]
- 俄羅斯希望可以成為觀察員國並獲得印度支持。[14][15]
- 緬甸表達強烈的興趣想成為會員國，如果可以，緬甸有望可以成為該聯盟的第九個會員國，印度目前回應了緬甸。[16][17]緬甸的國防部長發出官方聲明認為可以在2008年五月被接受，然而緬甸目前僅只被接受為觀察員國。[18]
- 南非希望可以參加南亞合作聯盟的會議。[19]
- 土耳其2012年外交部表态已申请SAARC观察员席位。[20][21][22]

## 歷屆峰會舉辦地點
| 1st | 達卡         | December 7-8 1985   |
| 2nd | 邦加羅爾     | November 16-17 1986 |
| 3rd | 加德滿都     | November 2-4 1987   |
| 4th | 伊斯蘭馬巴德 | December 29-31 1988 |
| 5th | 馬累         | November 21-23 1990 |
| 6th | 可倫坡       | December 21, 1991   |
| 7th | 達卡         | April 10-11 1993    |
| 8th | 新德里       | May 2-4 1995        |
| 9th | 馬累         | May 12-14 1997      |

| 10th | 可倫坡       | July 29-31 1998     |
| 11th | 加德滿都     | January 4-6 2002    |
| 12th | 伊斯蘭馬巴德 | January 2-6 2004    |
| 13th | 達卡         | November 12-13 2005 |
| 14th | 新德里       | April 3-4 2007      |
| 15th | 可倫坡       | August 1-3 2008     |
| 16th | 辛布         | April 28-29, 2010   |
| 17th | 馬累         | 2011                |

## 南亞自由貿易區
2004年1月6日，在巴基斯坦首都伊斯蘭馬巴德所舉行的第十二屆南亞峰會，首先提出南亞自由貿易區的概念，這個自由貿易區的概念包括了南亞總共14億的人，其中有不丹、尼泊爾、印度、馬爾地夫、孟加拉、巴基斯坦及斯里蘭卡等七国外長提倡2016年前實行南亞自由貿易區所有商品全部貿易零關稅，這個自由貿易協定將在2006年1月被南亞七個國家所承認，南亞發展中的國家需要這個自由貿易協定，2007年作為第一步率先減免了20%的關稅，每年減免20%關稅，直到2012年將達到零關稅，未開發國家如孟加拉，不丹，馬爾地夫和尼泊爾等國家可以延後三年減免至零關稅，印度和巴基斯坦雖然有簽署但還未批准這個協定。